# Filmatisering
Filmatisering beskriver den proces, der resulterer i en film på basis af en fortælling fra et andet medium som fx en bog.
Processen indebærer bl.a. følgende aktiviteter:
- skrivning af filmmanuskript
- filmoptagelse
- klipning og redigering

Indholdet af den endelige film kan adskille sig en hel del fra den oprindelige fortælling, afhængigt af manuskript-forfatterens og filminstruktørens intentioner.
Et eksempel på processen er bl.a. set med filmene om Ringenes Herre, der er baseret på bøgerne af samme titel. Bøgerne er skrevet af J.R.R. Tolkien og filmene er instrueret af Peter Jackson.
| Film | Spire Denne filmartikel er en spire som bør udbygges. Du er velkommen til at hjælpe Wikipedia ved at udvide den. |